# Hetaerina sanguinea
Hetaerina sanguinea är en trollsländeart som beskrevs av Selys 1853. Hetaerina sanguinea ingår i släktet Hetaerina och familjen jungfrusländor. Inga underarter finns listade i Catalogue of Life.